# Leipziger Verkehrsbetriebe
Die Leipziger Verkehrsbetriebe (LVB) sind ein kommunales Unternehmen der Stadt Leipzig und betreiben das Straßenbahn- und Stadtbusnetz des öffentlichen Personennahverkehrs in der Stadt und der näheren Umgebung. Das Liniennetz der LVB ist in den Mitteldeutschen Verkehrsverbund (MDV) eingebunden. Am 1. Januar 1917 aus der Fusion der Großen Leipziger Straßenbahn und der Leipziger Elektrischen Straßenbahn entstanden, firmierte das Unternehmen bis zum 29. Juli 1938 noch unter Große Leipziger Straßenbahn.
Die LVB betreiben 13 Straßenbahnlinien am Tag. In der Nacht verkehrt seit dem 1. April 2018 mit der Nachtlinie N17 ebenfalls wieder täglich eine Straßenbahnlinie. An Wochenenden wird zusätzlich die Linie N10 bedient. Das Straßenbahnnetz hat eine Streckenlänge von 143,5 km.
In der Stadt sowie im Umland werden von den LVB derzeit 47 Buslinien betrieben. Darunter sind neun (am Wochenende zehn) Linien des Nachtverkehrs. Diese Nachtlinien verkehren im Ringverkehr, der Knotenpunkt befindet sich am Hauptbahnhof.
Seit 1997 existiert ein Fahrgastbeirat. Die Mitglieder sind nicht bei den Leipziger Verkehrsbetrieben beschäftigt und werden alle vier Jahre neu gewählt. Die letzte Wahl erfolgte im Jahr 2022.

## Geschichte

### 1872–1945

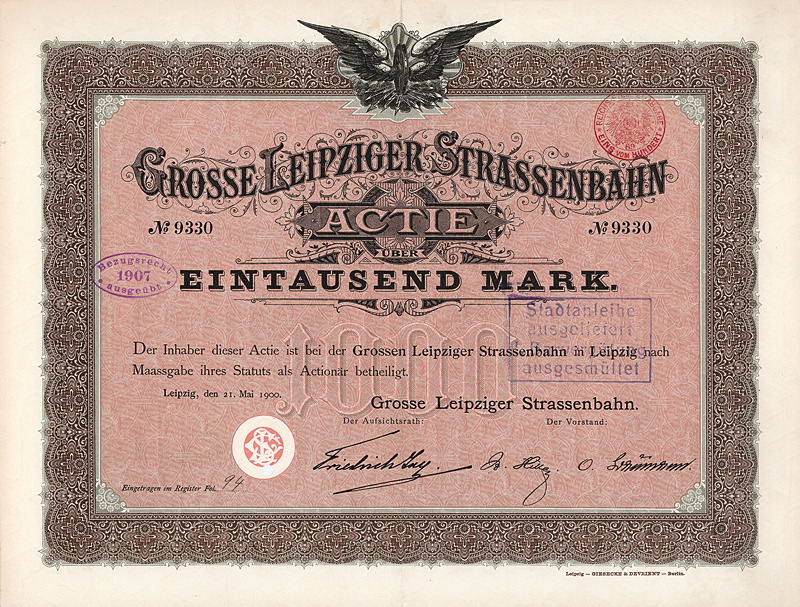
Aktie über 1000 Mark der Großen Leipziger Straßenbahn vom 21. Mai 1900
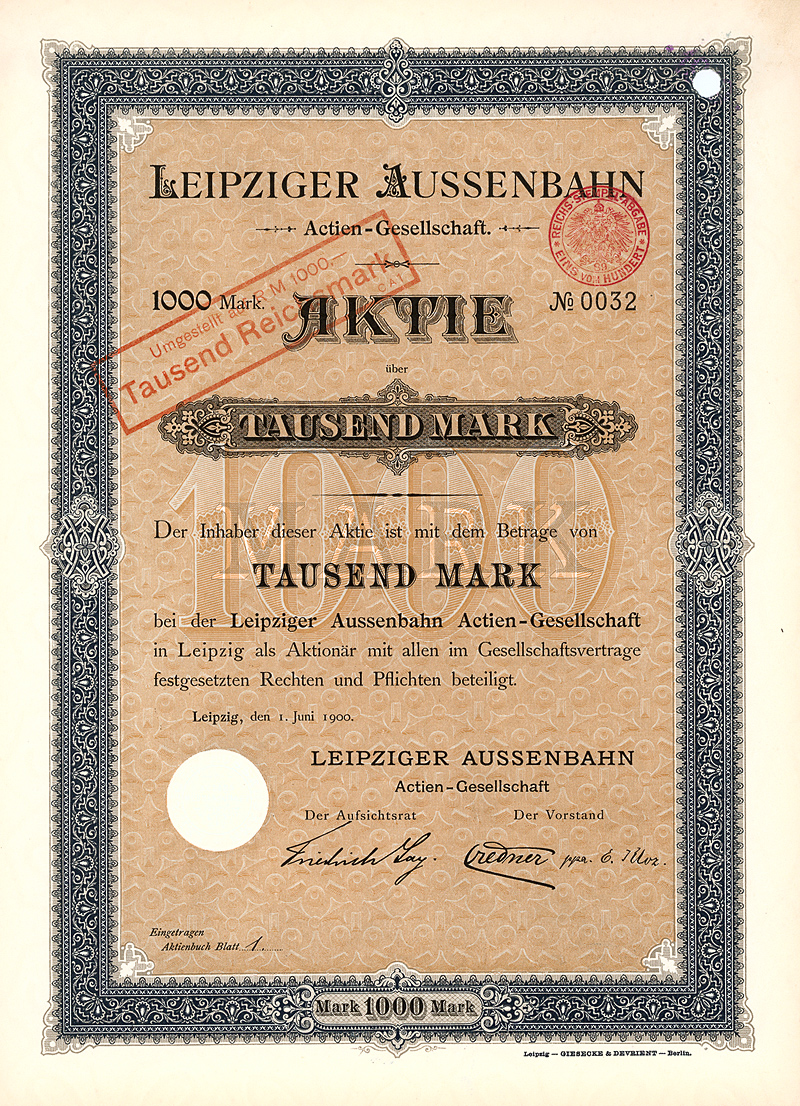
Aktie über 1000 Mark der Leipziger Außenbahn AG vom 1. Juni 1900

Am 18. Mai 1872 nahm die Leipziger Pferdeeisenbahn (LPE) ihren Linienbetrieb auf. Der Straßenbahnhof Reudnitz war das erste Depot und gleichzeitig der Sitz der Direktion des Unternehmens. 25 Jahre nach ihrer Eröffnung besaß die LPE 1013 Pferde, 172 Wagen und fünf Depots. Die letzte Pferdebahn fuhr am 16. April 1897. Noch während die Elektrifizierungsarbeiten liefen, nahmen am 17. April 1896 die Große Leipziger Straßenbahn (GLSt) und am 20. Mai desselben Jahres die Leipziger Elektrische Straßenbahn (LESt) den Linienbetrieb auf.
Um 1900 wurde die Leipziger Außenbahn AG (LAAG) gegründet, die sich um eine Verbindung nach Schkeuditz (damals zu Preußen gehörend) bemühte. Dafür war eine Sondergenehmigung des Regierungspräsidenten von Merseburg notwendig. Durch die starke Nachfrage wurde diese Linie dann zweigleisig ausgebaut.
Im Jahr 1913 wurde die Leipziger Allgemeine Kraftomnibus AG (LAKAG) als Konkurrenz zu den Straßenbahnen gegründet. Zu Beginn des Ersten Weltkrieges musste der Busbetrieb wieder aufgegeben werden, da die Busse zum Kriegseinsatz abgezogen wurden. Während des Ersten Weltkrieges waren die Betriebe durch die Armut der Bevölkerung nicht mehr profitabel zu führen, so dass sich die Große Leipziger Straßenbahn und die Leipziger Elektrische Straßenbahn 1916 zusammenschlossen und am 1. November 1918 von der Stadt übernommen wurden.
Ab 1925 wurden wieder Kraftomnibusse eingesetzt. Ab 1938 wurde ein Oberleitungsbus-System in Leipzig aufgebaut, die O-Busse verkehrten nach Reduzierung der Linien in den 1960er Jahren bis 1975. Noch im selben Jahr (1938) wurde der Name des Betriebes in Leipziger Verkehrsbetriebe geändert.
Nach dem Zweiten Weltkrieg erfolgte nach und nach eine langsame Erneuerung des Fuhrparks, Neubaufahrzeuge ab 1951 mit Wagen vom VEB Lokomotiv- und Waggonbau Werdau (LOWA-Wagen) oder ab Anfang der 1960er Jahre mit vierachsigen Gotha-Gelenktriebwagen. 1969 wurden die ersten Tatra T4D aus der Tschechoslowakei eingesetzt, sie übernahmen bis Ende der 1980er Jahre nahezu den kompletten Linienbetrieb bei der Straßenbahn.

### Nach der Wende 1990

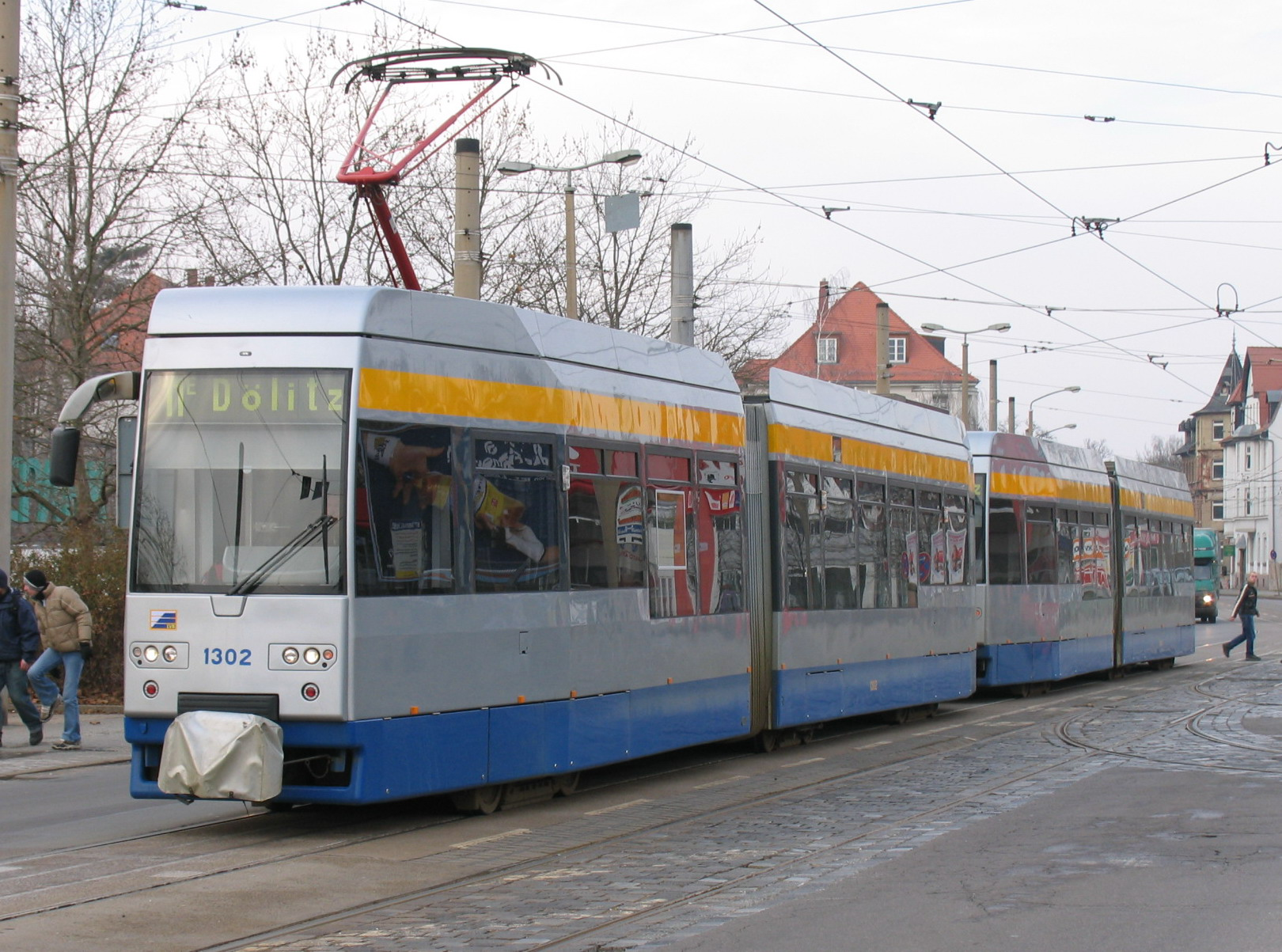
Eine Eigenproduktion: Leoliner-Prototypzug, Typ 37

Seit 1993 firmieren die Leipziger Verkehrsbetriebe als GmbH. Um dem großen Fahrgastschwund entgegenzuwirken, setzten die LVB ab 1992 barrierefreie Niederflurbusse und ab 1995 dreiteilige Niederflur-Straßenbahn-Gelenkwagen ein. 1994 waren die Leistungsdaten der LVB 31,5 Mio. Wagenkilometer (2.518,8 Mio. Platzkilometer) bei der Straßenbahn und 6,8 Mio. Wagenkilometer (491,3 Mio. Platzkilometer) beim Omnibus. Die Beförderungszahlen lagen 1994 bei der Straßenbahn bei 98 Mio. und beim Omnibus bei 20 Mio. Passagieren, außerdem 0,5 Mio. im Sonderverkehr. Zu dieser Zeit gab es noch 2723 Beschäftigte. Am 1. Januar 1995 betrug die Gleislänge 328,2 km, davon 11,6 km auf unabhängigem Gleiskörper und 66,7 km auf besonderem Gleiskörper, 29,7 km gehörten zu Betriebshöfen und Werkstätten. 8,4 km der Strecken waren eingleisig. Es waren 553 Triebwagen und 192 Beiwagen im Bestand, außerdem 92 Solobusse (davon 45 MAN NL 202) und 47 Gelenkbusse (davon 10 Mercedes-Benz O 405 GN Niederflurbusse und 37 Ikarus 280 Hochflurbusse).
1998 wurde der Nachtverkehr auf Buslinien, die sogenannten Nightliner, umgestellt. 2001 kam es zu einer umfassenden Liniennetzreform. Zum 1. Oktober 2002 wurde ein Tochterunternehmen gegründet (neue „Leipziger Stadtverkehrsbetriebe“), wohin 131 Personen von der LVB übergeleitet wurden, neu eingestelltes Fahrpersonal wurde nur noch hier beschäftigt. Dadurch konnten Personalkosten eingespart werden.
Seit 2018 gibt es auch wieder Nachtverkehr mit Straßenbahnfahrzeugen.

## Struktur

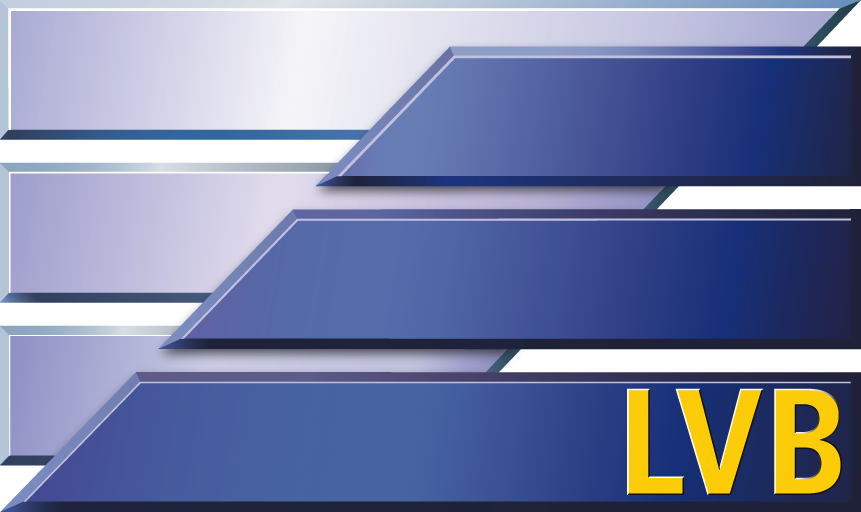
Logo der Leipziger Verkehrsbetriebe bis Januar 2016
Älteres Logo der Leipziger Verkehrsbetriebe

Die Gesellschaft ist als Holding organisiert und besteht aus folgenden Unternehmen:
- Die LeoBus GmbH (am 1. November 2005 hervorgegangen aus Regionalverkehr Leipzig (RVL), Regionalverkehr Taucha (RVT), Dt. Nahverkehrsgesellschaft (DNVG) und der Bussparte der LSVB) übernimmt den Busverkehr in Leipzig sowie im Umland von Leipzig und bietet auch andere Dienstleistungen an. Bis zum 31. Juli 2008 auch die Personennahverkehrsgesellschaft Riesa mbH (PNV)
- Die Leipziger Stadtverkehrsbetriebe (LSVB) GmbH betreiben den Straßenbahnverkehr innerhalb des Leipziger Netzes, während die LVB als Besteller fungieren.
- Die LTB Leipziger Transport und Logistik Betriebe GmbH ist verantwortlich für das Fuhrparkmanagement und Instandhaltungsleistungen an Fahrzeugen.
- Die IFTEC, hervorgegangen aus der LFB und der LIB bietet maßgeschneiderte Instandhaltungslösungen für Schiene und Fahrzeuge.
(Leipziger Fahrzeugservice-Betriebe GmbH (LFB): Industrieserviceleistungen und technische Systemlösungen im Bereich des Verkehrswesens)
(LIB Leipziger Infrastruktur Betriebe GmbH & Co. KG: Instandhaltung und Bau von Bahn- und Straßenverkehrsanlagen)
- Die Leipziger Servicebetriebe (LSB) GmbH bewirtschaften Parkflächen und bieten Dienstleistungen wie Reinigung und Bewachung im Verkehrswesen.
- Die LAB Leipziger Aus- und Weiterbildungsbetriebe GmbH sind im Bereich der gewerblichen und kaufmännischen Berufsaus- und Weiterbildung im Verkehrswesen tätig. Zudem ist sie mit der Fahrschulausbildung für Straßenbahn, Omnibus sowie Pkw in der LVB-Gruppe zuständig.

Diese Teilung wurde im Hinblick auf künftige Ausschreibungen des ÖPNV und knappe öffentliche Kassen durchgeführt, die Tochterunternehmen können sich um Aufträge bewerben. Die restlichen Anteile von 49 % am ehemaligen Tochterunternehmen HeiterBlick GmbH wurden am 23. Dezember 2010 an Kirow verkauft und damit die Privatisierung dieses Unternehmens abgeschlossen.

## Betriebsbereiche

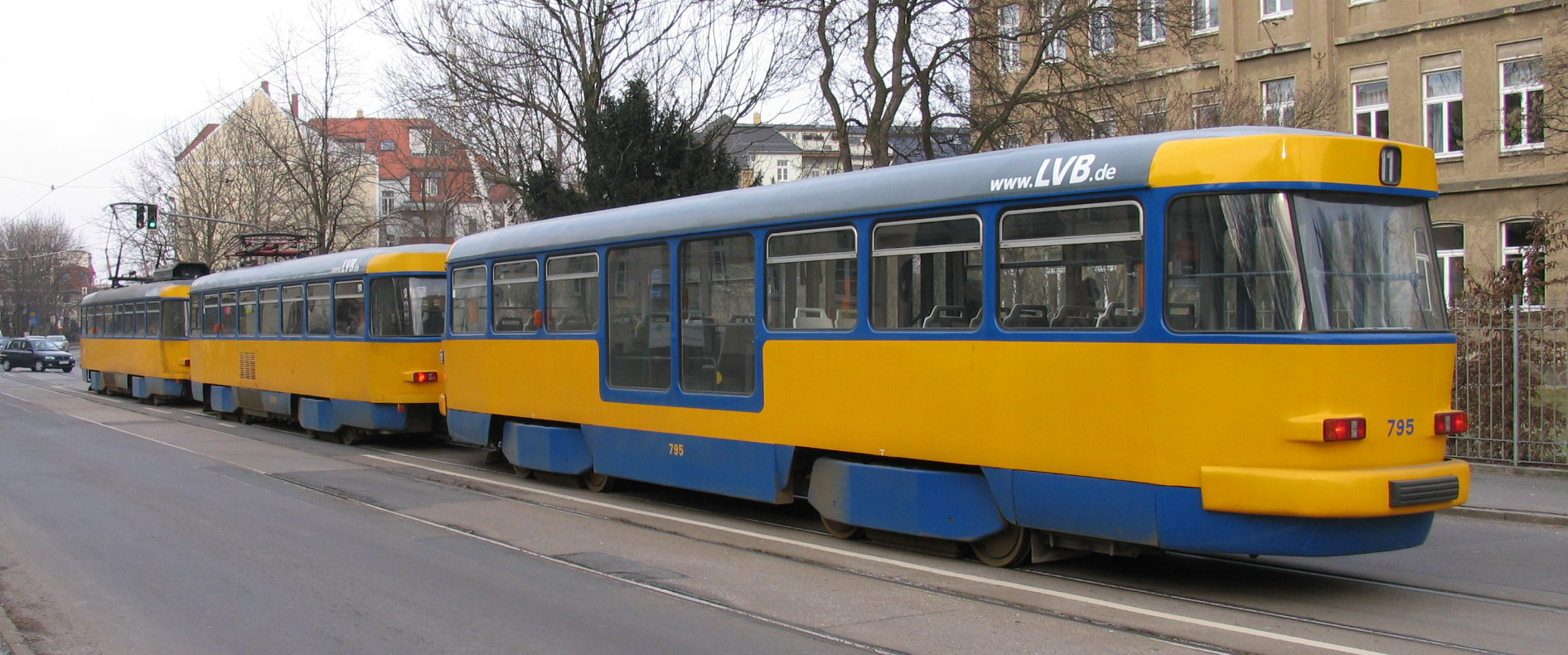
Modernisierter Tatra-Großzug, Beiwagen mit Niederflurboden zwischen den Drehgestellen (LVB-Typen 33c, 33d und 65d)

### Straßenbahn

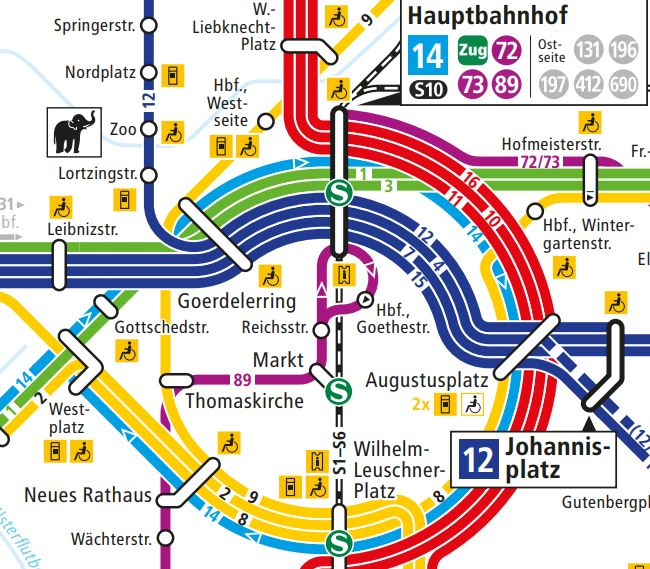
Innenstadtring im Liniennetzplan der LVB zur Farbverdeutlichung

Die LVB betreiben 13 Straßenbahnlinien am Tag. Seit dem 1. April 2018 existiert mit der Nachtlinie N17 zusätzlich zur schon Ende 2013 eingeführten, aber nur am Wochenende verkehrenden Linie N10 nach zwanzig Jahren wieder täglich durchgehender Nachtverkehr mit Straßenbahnzügen.
Das Streckennetz hat eine Streckenlänge von 150,3 km (7,8 km davon eingleisig) und 516 Straßenbahnhaltestellen (beide Richtungen).

### Omnibus
In der Stadt Leipzig sowie im Umland werden von den LVB derzeit inklusive Nachtverkehr 48 Buslinien betrieben.

## Fahrgastzahlen
Nachdem die Fahrgastzahlen nach der Wiedervereinigung rasant zurückgingen und 1998 ihren Tiefpunkt mit weniger als 80 Millionen Fahrgästen erreichten, werden seit der Netzreform 2001 kontinuierlich steigende Fahrgastzahlen gemessen. Einzig im Jahr 2014 war ein signifikanter Rückgang zu verzeichnen, der auf die Betriebsaufnahme der S-Bahn Mitteldeutschland sowie auf Verluste von Verkehrsleistungen im Landkreis Leipzig zurückzuführen waren. Die Fahrgastzuwächse blieben zuletzt deutlich hinter den wachsenden Einwohnerzahlen zurück.
Fahrgastentwicklung 2001 bis 2017 (in Mio.)